# Coppa del Generalissimo 1974 (hockey su pista)
La Coppa del Generalissimo 1974 è stata la 31ª edizione della principale coppa nazionale spagnola di hockey su pista. Il torneo ha avuto luogo dal 20 aprile al 16 giugno 1974.
Il trofeo è stato vinto dal Voltregà per la quarta volta nella sua storia superando in finale il Barcellona. 

## Risultati

### Ottavi di finale
| Squadra 1    | Totale | Squadra 2      | Andata | Ritorno |
| ------------ | ------ | -------------- | ------ | ------- |
| Caldes       | 12 - 5 | Mieres         |        | 12 - 5  |
| Cerdanyola   | 9 - 11 | Reus Deportiu  | 7 - 6  | 2 - 5   |
| Femsa Madrid | 7 - 9  | Vic            |        | 7 - 9   |
| Sabadell     | 5 - 15 | Arenys de Munt | 2 - 4  | 3 - 11  |
| Sentmenat    | 10 - 7 | Noia           | 5 - 0  | 5 - 7   |
| Terrassa     | 4 - 16 | Barcellona     | 3 - 5  | 1 - 11  |
| Vilanova     | 13 - 8 | Calafell       | 9 - 2  | 4 - 6   |
| Voltregà     | 28 - 8 | Vendrell       | 20 - 2 | 8 - 6   |

### Quarti di finale
Le gare di andata furono disputate il 19 maggio; le gare di ritorno furono disputate il 23 maggio 1974.
| Squadra 1      | Totale  | Squadra 2     | Andata | Ritorno |
| -------------- | ------- | ------------- | ------ | ------- |
| Arenys de Munt | 6 - 4   | Sentmenat     | 3 - 2  | 3 - 2   |
| Caldes         | 11 - 16 | Barcellona    | 6 - 6  | 5 - 11  |
| Vilanova       | 5 - 9   | Reus Deportiu | 4 - 5  | 1 - 4   |
| Vic            | 8 - 9   | Voltregà      | 4 - 9  | 4 - 0   |

### Semifinali
Le gare di andata furono disputate il 26 maggio; le gare di ritorno furono disputate il 2 giugno 1974.
| Squadra 1     | Totale | Squadra 2      | Andata | Ritorno |
| ------------- | ------ | -------------- | ------ | ------- |
| Barcellona    | 12 - 9 | Arenys de Munt | 7 - 2  | 5 - 7   |
| Reus Deportiu | 7 - 15 | Voltregà       | 6 - 6  | 1 - 9   |

### Finale
| Siviglia 16 giugno 1974 | Barcellona | 2 – 4 | Voltregà |  |